# 이반 이바노프 (1988년생 축구 선수)
이반 카미에노프 이바노프(불가리아어: Иван Каменов Иванов, Ivan Kamenov Ivanov, 1988년 2월 25일, 즐라티사 ~ )는 불가리아의 전 축구 선수이다.